# Natalie Wood
Natalie Wood, nome artístico de Natalia Nikolaevna Zacharenko (em russo: Наталья Николаевна Захаренко; São Francisco, 20 de julho de 1938 – Ilha de Santa Catalina, 29 de novembro de 1981), foi uma atriz norte-americana.
Nascida e criada em San Francisco e filha de imigrantes russos, Wood começou sua carreira no cinema quando criança e se tornou estrela de Hollywood de sucesso quando jovem, recebendo três indicações ao Óscar antes de completar 25 anos de idade. Ela começou a atuar em filmes aos quatro anos de idade e, aos oito anos, recebeu um papel de co-estrela em De Ilusão Também Se Vive (1947). Na adolescência, recebeu uma indicação ao Óscar de melhor atriz secundária por sua atuação em Juventude Transviada (1955). Ela estrelou os filmes musicais West Side Story (1961) e Gypsy (1962), e recebeu indicações para o Oscar de melhor atriz por suas performances em Clamor do sexo (1961) e O Preço de um Prazer (1963). Sua carreira continuou com filmes como Médica, Bonita e Solteira (1964), À Procura do Destino (1964), e Bob & Carol & Ted & Alice (1969).
Durante a década de 1970, Wood deu pausa em sua carreira no cinema. Ela era mãe de dois filhos, fruto de seu matrimônio com o ator Robert Wagner, com quem ela se casou duas vezes. Também foi casada com o cineasta Richard Gregson. Natalie apareceu em apenas três filmes ao longo da década de 70, mas atuou em várias produções televisivas; seu trabalho na televisão, incluindo um remake do filme From Here to Eternity (1979) pelo qual ela recebeu um Globo de Ouro. Os filmes de Wood representaram um "amadurecimento" para ela e filmes de Hollywood em geral. Críticos e estudiosos sugeriram que a carreira cinematográfica de Wood, uma das poucas a incluir tanto papéis infantis quanto papéis de personagens de meia-idade, representa um retrato da feminilidade americana moderna em transição.
Sofrendo desde a adolescência com depressão e ansiedade, com histórico anterior de tentativas de suicídio, enfrentando dificuldades em seu casamento e lutando contra seus vícios em cigarros e barbitúricos, Wood se afogou no Oceano Pacífico durante um passeio de barco à Ilha de Santa Catalina, na madrugada de 29 de novembro de 1981, aos 43 anos. Os eventos em torno de sua morte até hoje são cercados de mistério, envolvendo hipóteses como afogamento acidental devido a overdose de calmantes, homicídio ou suicídio. As explicações sobre o caso foram pautadas em declarações conflitantes de testemunhas, levando o Departamento do Xerife do Condado de Los Angeles, sob as instruções do escritório do legista, a listar sua causa de morte como "afogamento e outros fatores indeterminados" em 2012.

## Início da vida
Natalie Wood, nasceu como Natalie Nikolaevna Zacharenko no dia 20 de julho de 1938, em São Francisco, na Califórnia. Seus pais eram Maria Zudilova (1908-1998) e Nicholas Zacharenko (1912-1980), ambos nascidos na Rússia.
A mãe de Wood, Maria, era natural de Barnaul, localizada no sul da Sibéria. Seu avô materno possuía fábricas de sabão e velas, além de uma propriedade fora da cidade. Após o início da Guerra Civil Russa, a família de sua mãe teve que fugir da Rússia, se estabelecendo como refugiados na cidade de Harbin, na China. Em 1925, Maria se casou com Alexander Tatuloff, um mecânico de origem armênia. Juntos, tiveram uma filha chamada Olga Viripaeff (1928-2015), que nasceu na China. Em 1930, a família imigrou para os Estados Unidos, estabelecendo-se como uma família de imigrantes. No entanto, Maria e Alexander se divorciaram seis anos mais tarde.
O pai de Wood, Nicholas, era carpinteiro, nascido em Nikolskoye (atual Ussuriysk) no Krai de Pimorie. Seu avô paterno era operário em uma fábrica de chocolates e, durante a guerra, juntou-se às forças civis anti-bolsheviques, mas foi morto durante um confronto entre forças do Exército Branco e do Exército Vermelho, em Vladivostok. Viúva, sua avó paterna e seus três filhos refugiaram-se em Xangai, onde sua avó viria a se casar novamente em 1927. Posteriormente a família imigrou para Vancouver. Em 1933, a mãe de Wood, juntamente com os filhos e o marido, mudaram-se para os Estados Unidos. Nicholas conheceu a mãe de Wood, enquanto ainda estava casada com o primeiro marido.
Os pais de Natalie se casaram em 1938, cinco meses antes do nascimento de Wood. Sua mãe trouxe a filha Olga, então conhecida como Osvanna, fruto de seu primeiro casamento, com quem compartilhava a guarda conjunta com seu antigo marido. 
Maria, e Nicholas tiveram duas filhas. A primeira foi Natalie, conhecida como "Natasha", seguida por Lana Wood, que nasceu em 1946 quando seus pais já moravam na Califórnia. Lana era conhecida por seus pais como Svetlana Lisa Gurdin, e também se tornou atriz.
Seus pais mudaram-se para Santa Rosa, na Califórnia em 1942, onde mais tarde Natalie foi notada por uma equipe de filmagem durante as gravações de um filme no centro da cidade. Quando Natalie começou atuar como atriz infantil, os produtores executivos David Lewis, e William Goetz, da então RKO Pictures, decidiram mudar seu sobrenome para 'Wood', visando torná-lo mais atraente para o público, e ao mesmo tempo, em homenagem ao cineasta Sam Wood.
Natalie gostava de descrever sua família como tendo sido ciganos ou proprietários de terras aristocratas na Rússia. Em sua juventude, sua mãe sonhava em se tornar atriz ou bailarina. Natalie e suas irmãs foram criadas como ortodoxa russas e permaneceram na igreja. Como adulta, ela declarou: "Eu sou muito russa, você sabe". Ela falava inglês e russo com um sotaque americano.
O biógrafo Warren Harris escreveu que sob as "circunstâncias carentes" da família, sua mãe pode ter transferido suas ambições para sua filha do meio, Natalia. Sua mãe levava Natalia ao cinema sempre que podia: "O único treinamento profissional de Natalie era assistir a estrelas infantis de Hollywood no colo de sua mãe", observa Harris. Wood se lembraria mais tarde desta vez: "Minha mãe costumava me dizer que o cinegrafista que apontou sua lente para a platéia no final do noticiário da Paramount estava tirando minha foto. Eu posava e sorria como se ele fosse me fazer famosa ou algo assim. Eu acreditava em tudo o que minha mãe me disse.".

## Carreira

### Atriz infantil

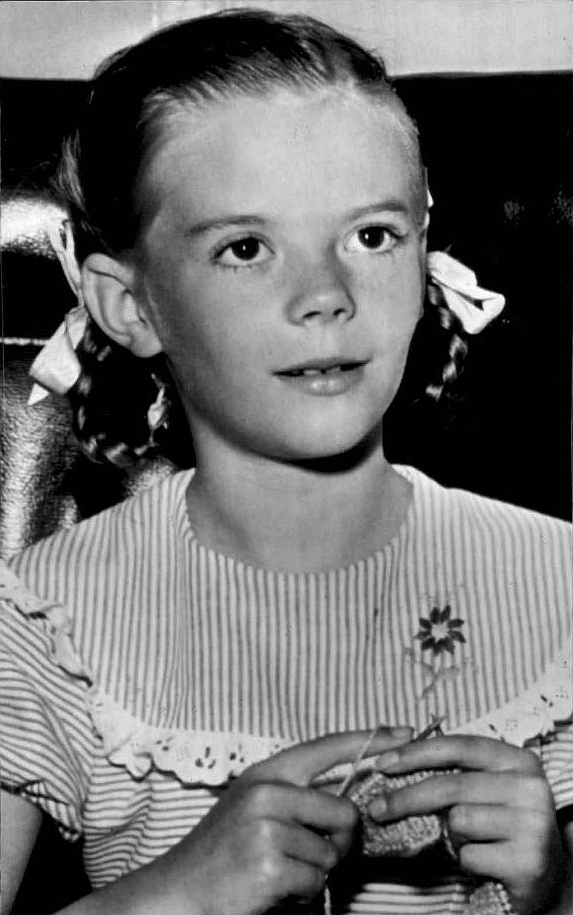
Wood como Susan Walker em De Ilusão Também Se Vive, 1947

Algumas semanas antes de seu quinto aniversário, Wood fez sua estreia no cinema como atriz em cena de quinze segundos no filme de 1943, Happy Land. Apesar da parte breve, ela atraiu o olhar do diretor, Irving Pichel. Ele permaneceu em contato com a família de Wood por dois anos, aconselhando-os quando outro papel surgiu. O diretor telefonou para a mãe de Wood e pediu que ela levasse a filha para Los Angeles para um teste de tela. A mãe de Wood ficou tão animada que "levou toda a família para morar em Los Angeles", escreve Harris. O pai de Wood se opôs à ideia, mas a "ambição avassaladora de fazer de Natalie uma estrela" de sua esposa teve prioridade. De acordo com Lana Wood, irmã mais nova de Natalie, Pichel "descobriu-a e quis adotá-la".
Wood, então com sete anos, conseguiu o papel. Ela interpretou uma órfã alemã depois da Segunda Guerra Mundial, ao lado de Orson Welles como guardião de Wood, e Claudette Colbert, em "Tomorrow Is Forever" (1946). Welles mais tarde disse que Wood era uma profissional nascida, "tão boa que ela era aterrorizante". Depois que Wood atuou em outro filme dirigido por Pichel, sua mãe a contratou com o estúdio 20th Century Fox para seu primeiro papel importante, no filme de 1947 De Ilusão Também Se Vive, que se tornou um clássico de Natal. Wood estrelou com Maureen O'Hara. Ela foi considerada uma das maiores estrelas infantis de Hollywood depois desse filme e foi tão popular que a Macy's a convidou para aparecer na parada anual da loja, Parada do dia de Ação de Graças da Macy's.
O historiador de cinema John C. Tibbetts escreveu que nos anos seguintes após seu sucesso em Miracle, Wood desempenhou papéis como filha em uma série de filmes familiares: a filha de Fred MacMurray em Father Was a Fullback e Dear Brat, filha de Margaret Sullavan em No Sad Songs for Me, filha de James Stewart em The Jackpot a filha negligenciada Joan Blondell em The Blue Veil, e filha da personagem de Bette Davis em Lágrimas Amargas. Ao todo, Wood apareceu em mais de 20 filmes quando criança.
Como Wood era menor durante seus primeiros anos como atriz, ela recebeu sua educação primária nos lotes do estúdio onde quer que ela fosse contratada. A lei da Califórnia exigia que, até os 18 anos, os atores infantis tivessem que passar pelo menos três horas por dia na sala de aula, observa Harris. "Ela era uma estudante excelente", e um dos poucos atores infantis a se destacar em aritmética. O diretor Joseph L. Mankiewicz, que a orientou em O Fantasma Apaixonado (1947), disse que "em todos os meus anos no ramo, nunca encontrei criança mais inteligente". Wood lembrou-se daquele período em sua vida, dizendo: "Eu sempre me senti culpada quando soube que a equipe estava sentada esperando que eu terminasse as minhas três horas. Assim que a professora nos deixou ir, corri para o set tão rápido quanto eu poderia".
Como atriz infantil, Wood recebeu atenção significativa da mídia. Aos nove anos, ela foi nomeada a "estrela juvenil mais empolgante do ano" pela Parents.

### Estrelato adolescente
Na temporada televisiva de 1953–54, Wood interpretou Ann Morrison, a filha adolescente em The Pride of the Family, uma sitcom da ABC. Retratou Seely Dowder em Seu Único Desejo (1955). Ela fez a transição de estrela mirim para ingênua aos 16 anos quando ela co-estrelou com James Dean e Sal Mineo em Juventude Transviada (1955), de Nicholas Ray sobre a rebelião adolescente. Ela foi nomeada para um Oscar de Melhor Atriz Coadjuvante. Ela seguiu isso com um papel pequeno, mas crucial, em Rastros de Ódio (1956) de John Ford.
Wood se formou na Van Nuys High School em 1956. Ela assinou com Warner Brothers e manteve-se ocupada durante o resto da década em muitos papéis de "namorada", o que ela achou insatisfatório. O estúdio a escalou em dois filmes contracenando com Tab Hunter, na esperança de transformar a dupla em um sorteio de bilheteria que nunca se concretizou. Entre os outros filmes feitos nessa época estavam Só Ficou a Saudade e Até o Último Alento de 1958. Neste último, Wood fez o papel de uma jovem menina judia em Nova York que tem que lidar com as expectativas sociais e religiosas de sua família enquanto ela tenta forjar seu próprio caminho e separar sua identidade. A crítica de cinema Pauline Kael referiu-se a ela como "a inteligente pequena Natalie Wood... [a] maior das máquinas ingênuas de Hollywood".

### Carreira adulta
Tibbetts observou que os personagens de Wood em Juventude Transviada, Rastros de Ódio, e Até o Último Alento começaram a mostrar sua gama crescente de estilos de atuação. Sua antiga "doçura infantil" agora estava sendo combinada com uma "inquietação que era característica da juventude dos anos 50". Depois que Wood apareceu no flop de bilheteria Amantes Impetuosos (1960), ela perdeu força. A carreira de Wood estava em um período de transição, tendo até então consistido em papéis como criança ou como adolescente.

#### Splendor in the Grass
A biógrafa Suzanne Finstad notou que um "ponto de virada" em sua vida como atriz ocorreu quando ela viu o filme Uma Rua Chamada Pecado (1951): "Ela foi transformada, admirada pelo diretor Elia Kazan e pela performance de Vivien Leigh... [que] se tornou um exemplo para Natalie." "Seus papéis levantaram a possibilidade de que a sensibilidade de alguém pudesse marcar uma pessoa como uma espécie de vítima," notou Tibbetts.

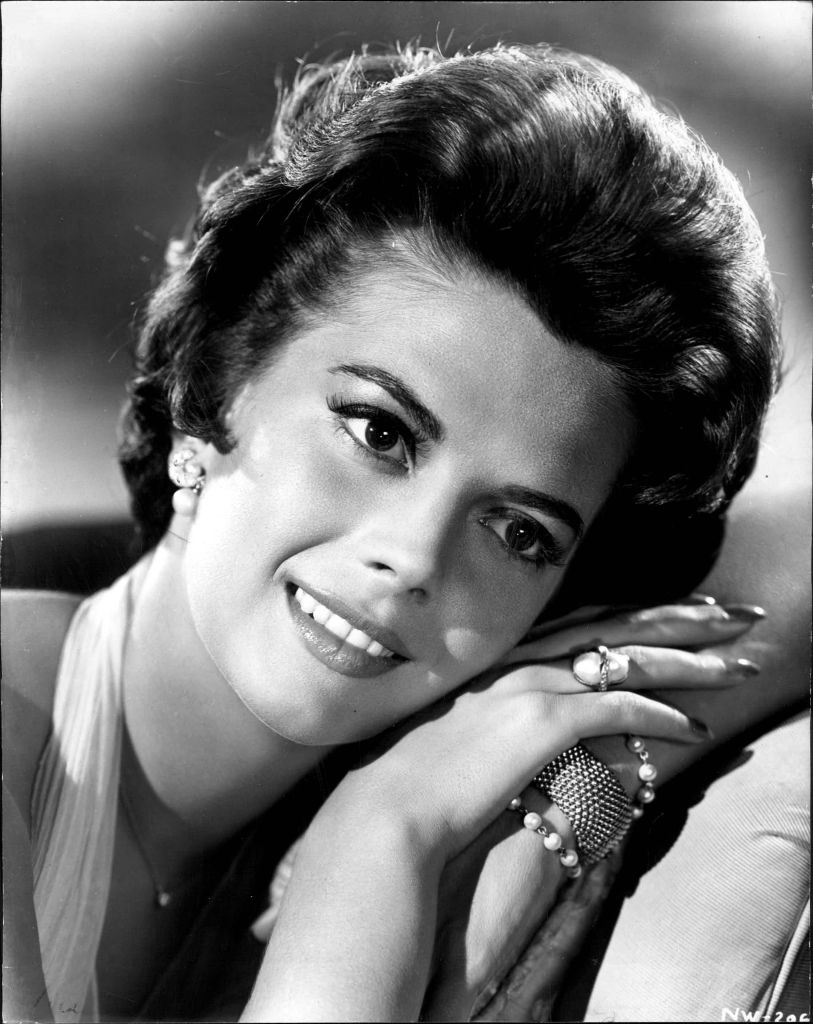
Wood em Clamor do sexo, 1961

Depois de uma "série de filmes ruins, sua carreira já estava em declínio", observou o autor Douglas Rathgeb. Em seguida, ela foi escalada para o elenco do filme Clamor do sexo (1961) de Kazan, contracenando com Warren Beatty. Kazan escreveu em seu livro de memórias de 1997 que os "sábios" da comunidade cinematográfica a declararam "lavada" como atriz, mas ele ainda queria entrevistá-la para seu próximo filme:
Quando eu a vi, eu detectei atrás da bem educada 'jovem esposa' diante de um brilho desesperado em seus olhos... Falei com ela mais calmamente e mais pessoalmente. Eu queria descobrir que material humano estava lá, qual era a sua vida interior... Então ela me disse que estava sendo psicanalisada. Isso fez isso. Pobre R.J. [Wagner], eu disse para mim mesmo. Eu gostei de Bob Wagner, eu ainda gosto.
Kazan escolheu Wood como a protagonista feminina em Clamor do sexo e sua carreira se recuperou. Ele achava que, apesar de seus papéis inocentes anteriores, ela tinha o talento e a maturidade para ir além deles. No filme, o personagem de Warren Beatty foi privado de amor sexual com a personagem de Wood, e como resultado se volta para outra garota "mais solta". A personagem de Wood não conseguia lidar com a sexualidade e depois de um colapso foi levada a uma instituição mental. Kazan escreve que ele a colocou no papel em parte porque ele viu na personalidade de Wood uma "qualidade azul verdadeira com um lado devasso que é pressionado pela pressão social", acrescentando que "ela se agarra às coisas com os olhos", uma qualidade que ele considera especialmente "atraente".
Finstad sentiu que, apesar de Wood nunca ter treinado em técnicas de método de interpretação, "trabalhar com Kazan a levou às maiores alturas emocionais de sua carreira. A experiência foi estimulante, mas torcer por Natalie, que enfrentou seus demônios em Splendor. (Clamor do sexo)" Ela acrescenta que uma cena no filme, como resultado da "feitiçaria de Kazan ... produziu uma histeria em Natalie que pode ser seu momento mais poderoso como atriz". O ator Gary Lockwood, que também atuou no filme, achava que "Kazan e Natalie eram um casamento fantástico, porque você tinha essa linda menina e tinha alguém que poderia tirar as coisas dela". A cena favorita de Kazan no filme foi a última, quando Wood volta para ver seu primeiro amor perdido, Bud (Beatty). "É terrivelmente tocante para mim. Eu ainda gosto quando vejo isso", escreve Kazan.
Por sua atuação em Clamor do sexo, Wood recebeu indicações para o Oscar de melhor atriz, Globo de Ouro de melhor atriz em filme dramático e o BAFTA de melhor atriz em cinema.

#### West Side Story
Em 1961, Wood interpretou Maria no musical de Jerome Robbins e Robert Wise West Side Story, que foi um sucesso de bilheteria e crítica. Tibbetts notou semelhanças em seu papel neste filme e no anterior Juventude Transviada. Aqui, ela faz o papel de uma inquieta garota porto-riquenha no lado oeste de Manhattan. Ela representaria a "inquietação da juventude americana na década de 1950", expressa por gangues de jovens e delinquência juvenil, junto com o começo do rock and roll. Ambos os filmes, ele observa, eram "alegorias modernas baseadas no tema" ["Romeu e Julieta"], incluindo a inquietação privada e a alienação pública. Em Juventude Transviada ela se apaixona pelo personagem interpretado por James Dean, cujos colegas de gangues e temperamento violento o alienaram de sua família, em Amor, Sublime Amor ela entra em um romance com um ex-membro branco de gangue cujo mundo ameaçador de exilados também o afastou do comportamento legal.
Embora as partes cantadas foram cantadas por Marni Nixon, Amor, Sublime Amor ainda é considerado um dos melhores filmes de Wood. Wood cantou quando estrelou o filme de 1962 Gypsy. Ela co-estrelou na comédia pastelão A corrida do século (1965), com Jack Lemmon, Tony Curtis e Peter Falk. Sua capacidade de falar russo foi um trunfo dado a sua personagem Maggie DuBois. Isso justificava que a personagem registrava o progresso da corrida em toda a Sibéria e entrava na corrida como competidora. Em 1964, aos 25 anos de idade, Wood recebeu seu terceiro Oscar por O Preço de um Prazer, fazendo de Wood (junto com Teresa Wright) a pessoa mais jovem a marcar três indicações ao Oscar. Este feito foi mais tarde quebrado por Jennifer Lawrence em 2013 e Saoirse Ronan em 2017, ambos os quais conseguiram a sua terceira nomeação aos 23 anos de idade.

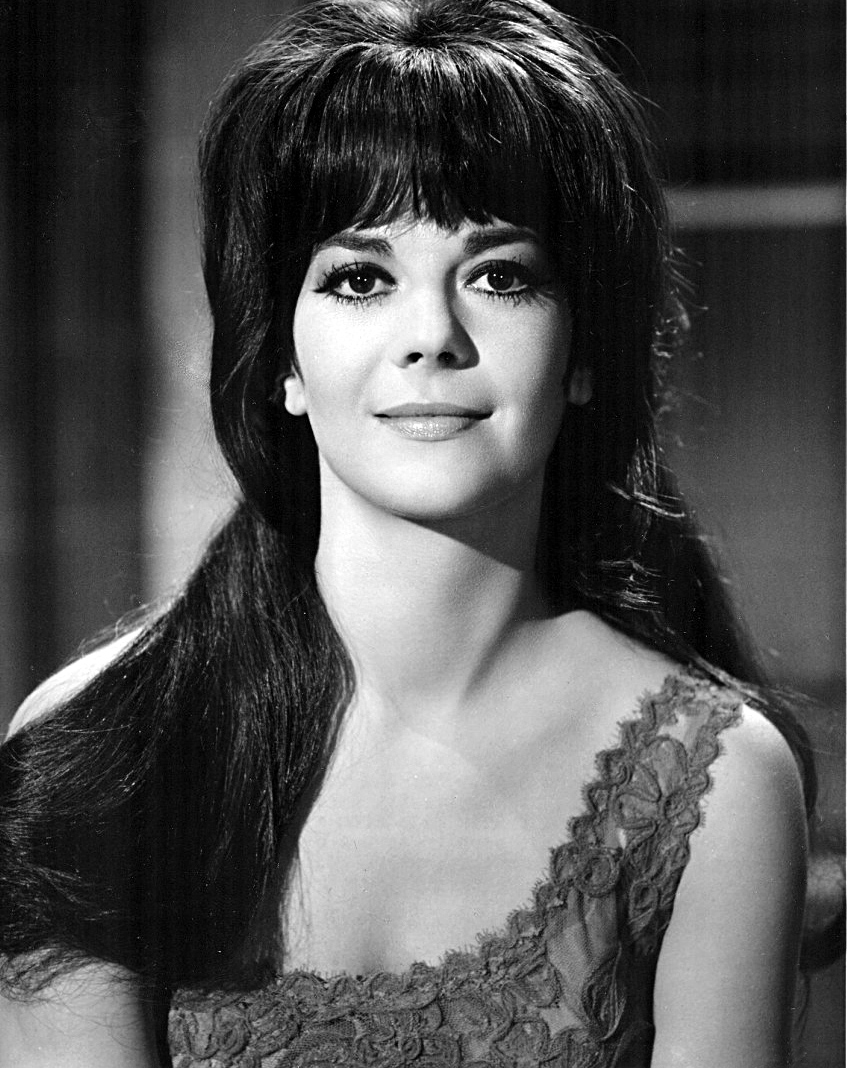
Wood em foto publicitária para Os Prazeres de Penélope, 1966

Embora muitos dos filmes de Wood fossem comercialmente lucrativos, às vezes sua atuação era criticada. Em 1966, Wood recebeu o prêmio The Harvard Lampoon por ser a "pior atriz do ano passado, deste ano e do próximo". Ela foi a primeira artista a participar de sua cerimônia e a aceitar um prêmio pessoalmente. The Harvard Crimson escreveu que ela era "um bom esporte".
O diretor Sydney Pollack foi citado dizendo sobre Wood: "Quando ela estava certa para o papel, não havia ninguém melhor. Ela era uma ótima atriz". Outros filmes notáveis estrelados por Wood foram À Procura do Destino (1965) e Esta mulher é proibida (1966), ambos co-estrelados por Robert Redford e trouxe indicações ao Globo de Ouro de melhor atriz. Em ambos os filmes, que foram ambientados durante a Grande Depressão, Wood interpretou adolescentes de cidade pequena com grandes sonhos. Após o lançamento dos filmes, Wood sofreu emocionalmente e buscou a terapia profissional. Durante esse tempo, ela recusou o papel de Faye Dunaway em Bonnie and Clyde (1967) porque ela não queria ser separada de seu analista.
Após recepção decepcionante para Os Prazeres de Penélope, em 1966, Wood fez um intervalo de três anos para atuar. Wood co-estrelou com Robert Culp e Elliott Gould no hit Bob & Carol & Ted & Alice (1969), uma comédia sobre liberação sexual. De acordo com Tibbetts, este foi o primeiro filme em que "a economia de humor foi trazida para suportar os muitos dilemas dolorosos retratados em seus filmes adultos".

#### Semi aposentadoria
Depois de engravidar em 1970 de seu primeira filha, Natasha Gregson, Wood entrou em semi aposentadoria. Ela atuou em apenas mais quatro filmes teatrais durante o resto de sua vida. Ela fez uma breve aparição como ela mesma em O Candidato (1972), reunindo-a pela terceira vez com Robert Redford.

#### Carreira posterior

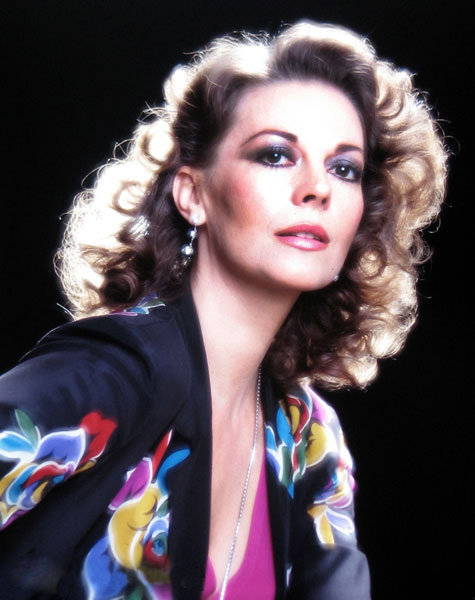
Wood em 1979

Ela se reuniu na tela com Robert Wagner no filme de televisão semanal The Affair (1973), e com Laurence Olivier e o marido Wagner em uma adaptação de Cat on a Hot Tin Roof (1976) para a série britânica Laurence Olivier Presents transmitida como especial pela NBC. Ela fez aparições na série de detetives de Wagner no horário nobre Switch em 1978 como "Bubble Bath Girl" e Casal 20 em 1979 como "Estrela de cinema".
Os papéis que Wood recusou durante seu hiato na carreira foram para Ali MacGraw em Paixão de Primavera; Mia Farrow em O Grande Gatsby; e Faye Dunaway em  Inferno na torre. Mais tarde, Wood escolheu estrelar o filme de desastre Meteoro (1979) com Sean Connery e a comédia sexual O Último Casal Casado (1980), que falhou nas bilheterias. Seu desempenho no último foi elogiado e considerado remanescente de seu desempenho em Bob & Carol & Ted & Alice (1969). Em O Último Casal Casado, Wood abriu caminho: embora fosse uma atriz com uma imagem limpa e de classe média, ela usou a gíria Fuck em uma franca discussão conjugal com o marido (George Segal).
Nesse período, Wood teve mais sucesso na televisão, recebendo altos índices de audiência e elogios da crítica em 1979 por No Limiar da Loucura e especialmente pela minissérie Here to Eternity, com Kim Basinger e William Devane. O desempenho de Wood neste último lhe rendeu um Globo de Ouro de Melhor Atriz em 1980. Mais tarde naquele ano, ela estrelou The Memory of Eva Ryker, que acabou sendo sua última produção concluída.
No momento de sua morte, Wood estava filmando o filme de ficção científica Brainstorm  (1983), co-estrelando com Christopher Walken e dirigido por Douglas Trumbull. Ela também estava programada para estrelar uma produção teatral de Anastasia com Wendy Hiller e em um filme chamado "Country of the Heart", interpretando uma escritora terminal que tem um caso com um adolescente, a ser interpretado por Timothy Hutton. Devido à sua morte prematura, os dois últimos projetos foram cancelados. O final de Brainstorm teve que ser reescrito. Uma outra atriz parecida foi usada para substituir Wood por algumas de suas cenas críticas. O filme foi lançado postumamente em 30 de setembro de 1983 e foi dedicado a ela nos créditos finais.
Wood apareceu em 56 filmes para cinema e televisão. Em uma de suas últimas entrevistas antes de sua morte, ela foi definida como "nossa consciência sexual na tela prateada". Após sua morte, a revista Time notou que, embora os elogios críticos a Wood tenham sido escassos ao longo de sua carreira, "ela sempre teve trabalho".

## Vida pessoal
Em setembro de 1956, Wood teve um breve relacionamento com Elvis Presley.
Wood teve dois casamentos altamente divulgados com o ator Robert Wagner. Wood disse que ela tinha uma queda por Wagner desde que era criança, e no seu 18º aniversário, ela foi em um encontro com o ator de 26 anos. Eles se casaram um ano depois, em 28 de dezembro de 1957; foi uma união contra a qual a mãe dela argumentou. Wood e Wagner se separaram em junho de 1961 e se divorciaram em abril de 1962.

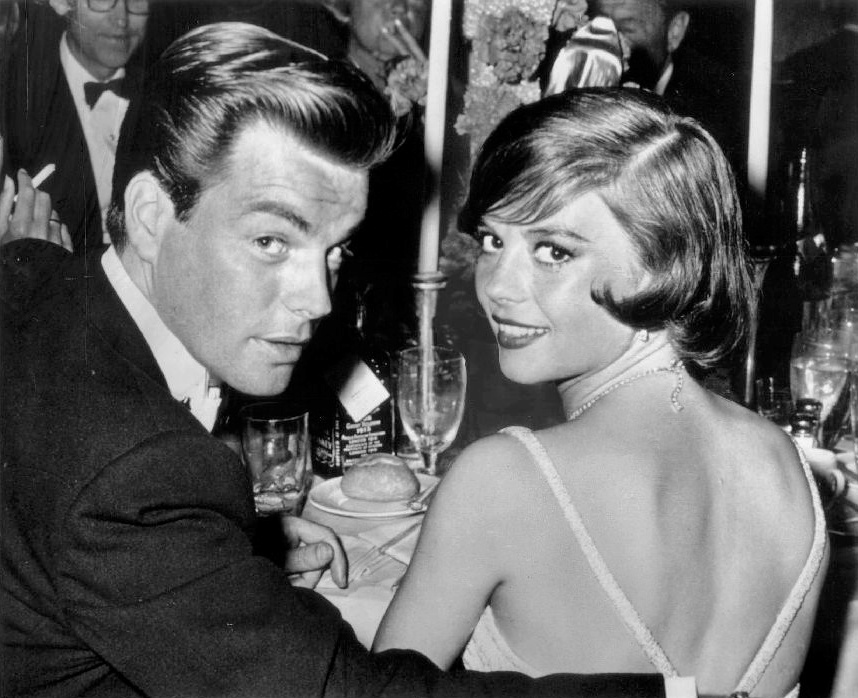
Wood com o marido Robert Wagner, 1960

Em 30 de maio de 1969, Wood casou-se com o produtor britânico Richard Gregson. O casal namorou por dois anos e meio antes do casamento, enquanto Gregson esperava que seu divórcio fosse finalizado. Em 1970 eles tiveram uma filha, Natasha. Eles se separaram em agosto de 1971, depois que Wood ouviu uma conversa telefônica imprópria entre sua secretária e Gregson. A separação marcou um breve distanciamento entre Wood e sua família quando a mãe Maria e a irmã Lana lhe disseram para se reconciliar com Gregson por causa de seu filho recém-nascido. Ela pediu o divórcio e foi finalizado em abril de 1972.
No início de 1972, Wood retomou seu relacionamento com Wagner. O casal se casou novamente em 16 de julho de 1972, cinco meses depois de se reconciliar e três meses depois de se divorciar de Gregson. Sua filha, Courtney Wagner, nasceu em 1974.
A irmã de Wood, Lana Wood, relembra esse período:

Seu casamento foi considerado um dos melhores em Hollywood, e não há dúvida de que ela era uma mãe e uma madrasta dedicada, amorosa e até mesmo adoradora. Ela e R. J. começaram com amor e construíram a partir daí. Eles superaram os problemas um do outro e chegaram a um alojamento com o tempo e as mudanças que o tempo traz. Como com qualquer outra pessoa que tenha decidido fazer um longo casamento, eles eram muito mais determinados do que a maioria das pessoas a fazê-lo funcionar...
Eles permaneceram casados até a morte de Wood sete anos depois, em 29 de novembro de 1981, aos 43 anos.

## Agressão sexual
Em uma biografia de Wood, escrita por Suzanne Finstad em 2001, apresenta a alegação de que Wood foi vítima de estupro por parte de um ator poderoso quando tinha 16 anos. No entanto, Finstad não menciona o nome do agressor. A alegação é baseada em lembranças de amigos íntimos de Wood, De acordo com relatos de amigos íntimos de Wood, que incluíam os atores Scott Marlowe e Dennis Hopper. Finstad diz:
Embora as memórias de seus cinco amigos íntimos apresentem algumas diferenças de detalhes e cronologia após quarenta e cinco anos, a essência do que cada um deles lembra é a mesma: Natalie confidenciou a eles que foi vítima de um estupro brutal por parte de uma estrela de cinema casada. Esse ato deixou ferimentos físicos em Natalie e ela ficou extremamente assustada e intimidada para denunciá-lo à polícia. A partir desse momento, Natalie passou a "odiar" seu ex-ídolo da tela, sentindo arrepios toda vez que ouvia seu nome. Ela manteve esse terrível segredo e adotou uma postura de indiferença sempre que seus caminhos se cruzavam, seguindo os ensinamentos de Mud (sua mãe) sobre a política de Hollywood de evitar confrontar uma poderosa estrela de cinema.
Uma biografia de Natalie Wood, divulgada em 2001, revelou que ela teria sido estuprada quando tinha 16 anos de idade por um ator poderoso na época. Em 2018, em um podcast de 12 partes sobre a vida de Natalie, Lana Wood afirmou que o ataque ocorreu dentro do famoso Chateau Marmont Hotel durante uma audição e continuou "por horas".
Em 2021, um ano após a morte de Kirk Douglas, Lana publicou um livro de memórias intitulado "Little Sister: My Investigation Into the Mysterious Death of Natalie Wood", identificando Douglas como suposto agressor de Wood.

## Morte
Natalie Wood faleceu em 29 de novembro de 1981, aos 43 anos, em circunstâncias misteriosas. Sua morte ocorreu enquanto ela estava em uma viagem de barco para a Ilha de Santa Catalina, a bordo do iate Splendour, de propriedade de seu marido, Robert Wagner. Além de Wagner, a atriz estava acompanhada por Christopher Walken, seu colega de elenco em Brainstorm, e o capitão do iate, Dennis Davern.
As circunstâncias exatas da morte de Natalie Wood permanecem desconhecidas, gerando especulações e questionamentos significativos. O modo como ela entrou na água ainda não foi determinado com precisão. Na noite de 28 de novembro, Wood foi vista pela última vez junto a Wagner, Walken e Davern. Seu corpo foi encontrado na manhã seguinte, cerca de 1,6 km distante do barco, ao lado de um pequeno bote inflável encalhado nas proximidades. Wagner afirmou que Wood não estava com ele quando foi se deitar. A autópsia revelou a presença de hematomas no corpo e nos braços de Wood, além de uma escoriação na bochecha esquerda, porém, sem indicação clara de quando ou como essas lesões ocorreram.
Dennis Davern, em declaração posterior, revelou que Wood e Wagner tiveram uma discussão naquela noite, contrariando a negação inicial de Wagner. Posteriormente, em suas memórias intituladas Pieces of My Heart, Wagner admitiu ter tido uma discussão com Wood antes de seu desaparecimento. A autópsia também constatou que o teor alcoólico no sangue de Wood era de 0,14%, e foram encontrados vestígios de uma pílula para enjoo e um analgésico em sua corrente sanguínea, ambos aumentando os efeitos do álcool. O legista do condado de Los Angeles, Thomas Noguchi, determinou que a causa da morte foi afogamento acidental e hipotermia, sugerindo que Wood pode ter escorregado ao tentar voltar ao bote, devido ao estado de embriaguez.
No entanto, Lana Wood, irmã da atriz, expressou dúvidas, alegando que Wood não sabia nadar e sempre teve um medo intenso da água. Ela afirmou que sua irmã jamais teria deixado o iate sozinha em um bote. Dois testemunhos de pessoas em um barco próximo afirmaram ter ouvido uma mulher gritando por socorro durante a noite.
O funeral de Natalie Wood ocorreu no Westwood Village Memorial Park Cemetery, em Los Angeles, e atraiu grande atenção da mídia e a presença de diversas personalidades, como Frank Sinatra, Elizabeth Taylor, Fred Astaire, Rock Hudson, David Niven, Gregory Peck, Gene Kelly, Elia Kazan, e Laurence Olivier.
Apesar da reabertura do caso em 2011, nenhum resultado conclusivo foi alcançado para esclarecer definitivamente o que ocorreu naquela noite. O mistério em torno da morte de Natalie Wood continua a intrigar pesquisadores e fãs ao redor do mundo. Em novembro do mesmo ano, Dennis Davern admitiu publicamente ter mentido para a polícia durante a investigação inicial, alegando que Wood e Wagner tiveram uma discussão naquela fatídica noite. Davern afirmou que Wood estava flertando com Christopher Walken, o que despertou ciúmes e raiva em Wagner. Ele também alegou que Wagner impediu Davern de ligar as luzes de busca e notificar as autoridades após o desaparecimento de Wood. No entanto, Walken, que contratou um advogado, cooperou com a investigação e não foi considerado suspeito pelas autoridades.
Em 2012, o chefe do Instituto Médico Legal do Condado de Los Angeles, alterou o certificado de óbito de Natalie Wood, mudando a causa da morte de "afogamento acidental" para "afogamento e outros fatores indeterminados". O documento alterado incluiu uma declaração de que não está claramente estabelecido como Wood acabou na água. Os detetives encarregados do caso instruíram o escritório do legista a não discutir ou comentar o caso.
Em janeiro de 2013, o escritório do legista do Condado de Los Angeles divulgou um adendo indicando que Wood poderia ter sofrido alguns dos hematomas em seu corpo antes de entrar na água, mas que isso não poderia ser determinado de forma conclusiva. O patologista forense Michael Hunter especulou que Wood era especialmente propensa a hematomas devido ao uso do medicamento Synthroid. Em 2020, um médico e assistente de Thomas Noguchi, na época da morte de Wood afirmou que os hematomas eram significativos e condizentes com alguém sendo jogado para fora de um barco, que também alegou ter feito essas observações a Noguchi.
No início de 2018, Wagner foi apontado como pessoa de interesse para as investigações da polícia. As autoridades afirmaram ter conhecimento de que Wagner foi a última pessoa a estar com Wood antes dela desaparecer. Ainda em 2018, o jornal Los Angeles Times citou o relatório do legista de 2013, que indicava que Wood apresentava hematomas inexplicáveis no antebraço direito, pulso esquerdo e joelho direito, um arranhão no pescoço e uma escoriação superficial na testa. As autoridades afirmaram que é possível que ela tenha sido agredida antes de se afogar.

## Filmografia
- Brainstorm (br.: Projeto Brainstorm) (1983)
- A Gift of Music (1981) (TV)
- The Memory of Eva Ryker (1980) (TV)
- The Last Married Couple in America (br.: O Último Casal Casado) (1980)
- Meteor (br.: Meteoro) (1979)
- Hart to Hart (1979) (TV)
- The Cracker Factory (br.: No Limiar da Loucura) (1979) (TV)
- From Here to Eternity (1979) TV
- Cat on a Hot Tin Roof (1976) (TV)
- Peeper (br.: O Golpe de Sorte) (1975)
- The Affair (br.: Ensina-me a Esquecer) (1973) (TV)
- Bracken's World (1969) (TV)
- Downhill Racer (1969)
- Bob & Carol & Ted & Alice (1969)
- Penelope (br.: Os Prazeres de Penelope) (1966)
- This Property Is Condemned (br.: Esta Mulher é Proibida) (1966)
- Inside Daisy Clover (br.: À Procura do Destino) (1965)
- The Great Race (br.: A Corrida do Século) (1965)
- Sex and the Single Girl (br.: Médica, Bonita e Solteira) (1964)
- Love with the Proper Stranger (br.: O Preço de Um Prazer) (1963)
- Gypsy (br.: Em Busca de um Sonho) (1962)
- West Side Story
- Splendor in the Grass (br.: Clamor do Sexo / pt: Esplendor na Relva) (1961)
- All the Fine Young Cannibals (br.: Apaixonados Impetuosos) (1960)
- Cash McCall (br.: Amor de Milionário) (1960)
- Kings Go Forth (br.: Só Ficou a Saudade) (1958)
- Marjorie Morningstar (br.: Até o Último Alento) (1958)
- Bombers B-52 (br.: Espera Angustiosa) (1957)
- Conflict (1957) (TV)
- The Girl He Left Behind (br.: Impulsos da Mocidade) (1956)
- The Kaiser Aluminum Hour(1956) (TV)
- The Burning Hills (br.: Montanha de Fogo) (1956)
- A Cry in the Night (br.: Um Grito na Escuridão) (1956)
- Warner Brothers Presents (1956) (TV)
- The Searchers (br.: Rastros de Ódio) (1956)
- Kings Row (1955) (TV)
- Studio One (1955) (TV)
- General Electric Theater (1955) (TV)
- Rebel Without a Cause (br.: Juventude Transviada) (1955)
- One Desire (br.: Seu Único Desejo) (1955)
- The Ford Television Theatre (1955) (TV)
- Four Star Playhouse (1955) (TV)
- The Silver Chalice (1954)
- Studio 57 (1954) (TV)
- The Public Defender (1954) (TV)
- The Pepsi-Cola Playhouse (1954) (TV)
- The Pride of the Family (1953) (TV)
- The Star (br.: A Estrela) (1952)
- Just for You (br.: Filhos Esquecidos) (1952)
- The Rose Bowl Story (br.: A História de Rose Bowl) (1952)
- The Schaefer Century Theatre (1952) (TV)
- The Blue Veil (br.: Ainda Há Sol em Minha Vida) (1951)
- Dear Brat (1951)
- The Jackpot (br.: Radiomania) (1950)
- Never a Dull Moment (br.: Perdida de Amor) (1950)
- Our Very Own (1950)
- No Sad Songs for Me (br.: Destino Amargo) (1950)
- Father Was a Fullback (1949)
- The Green Promise (br.: Promessas de Esperança) (1949)
- Chicken Every Sunday (1949)
- Scudda Hoo! Scudda Hay! (br.: Torrentes de Ódio) (1948)
- Driftwood (1947)
- The Ghost and Mrs. Muir (br.: O Fantasma Apaixonado) (1947)
- Miracle on 34th Street (br.: De Ilusão Também Se Vive) (1947)
- The Bride Wore Boots (br.: Duelo Romântico) (1946)
- Tomorrow Is Forever (br.: O Amanhã É Eterno) (1946)
- Happy Land (br.: O Filho Pródigo) (1943)
- The Moon Is Down (filme) (1943)

## Indicações ao Oscar
- 1955 - Rebel Without a Cause.... no papel de Judy
- 1961 - Splendor in the Grass.... no papel de Wilma Dean Loomis ('Deanie')
- 1963 - Love with the Proper Stranger.... no papel de Angie Rossini